# Якокутский наслег
Якокутский наслег (якут.  ) — упразднённая административно-территориальная единица в Алданском районе Республики Саха (Якутия) Российской Федерации. Административный центр — село Якокут.
Наслег действовал в 1993—2005 гг.

## История
Образован на основании постановления Президиума Верховного Совета Республики Саха (Якутия) от 13 апреля 1993 года № 1443-XII на территории, ранее подчинявшейся преобразованному посёлку Якокут. Тем же законодательным актом № 1443-XII п. Якокут преобразован в сельский населённый пункт — с. Якокут.
Упразднён Постановлением Государственного Собрания (Ил Тумэн) Республики Саха (Якутия) от 16 июня 2005 года ГС № 1121-III.

## География
Расположен по реке Якокит, примерно в 30 км от райцентра — города Алдан.